# Цикличен нуклеотид
Цикличен нуклеотид е всеки нуклеотид, при когото фосфатната група е свързана за две от хидроксилните групи на пентозата, образувайки циклична структура или пръстен. Циклични нуклеотиди са:цАМФ, цГМФ, ц-ди-ГМФ, цАДФР.
Цикличните нуклеотиди функционират като вторични посредници при сигналната трансдукция в клетката. Те най-често са асоциирани с G-протеини или калциеви канали.
- цАМФ
- цГМФ
- ц-ди-ГМФ
- цАДФР